# VC Zwolle
VC Zwolle est un club néerlandais de volley-ball fondé en 1981 et basé à Zwolle qui évolue pour la saison 2020-2021 en Eredivisie dames.

## Effectifs

### Saison 2020-2021
| No                                                                                     | Nom                                                                                    | Date de naissance                                                                      | Taille                         | Poids                          | Poste                          |
| -------------------------------------------------------------------------------------- | -------------------------------------------------------------------------------------- | -------------------------------------------------------------------------------------- | ------------------------------ | ------------------------------ | ------------------------------ |
| 1                                                                                      | Daantje Vennik                                                                         | 2 janvier 2001                                                                         | 175                            |                                | Passeuse                       |
| 2                                                                                      | Siska Hoekstra                                                                         | 11 décembre 1991                                                                       | 181                            |                                | Réceptionneuse-attaquante      |
| 3                                                                                      | Bjorna Gras                                                                            | 1er décembre 1995                                                                      | 173                            | 65                             | Libero                         |
| 4                                                                                      | Kim de Wild                                                                            | 9 juin 1993                                                                            | 161                            | 57                             | Libero                         |
| 5                                                                                      | Lisanne de Krosse                                                                      | 13 octobre 1997                                                                        | 183                            |                                | Réceptionneuse-attaquante      |
| 6                                                                                      | Lotte Bruinsma                                                                         | 1er janvier 2005                                                                       | 182                            |                                | Réceptionneuse-attaquante      |
| 7                                                                                      | Nynke Hofstede                                                                         | 26 juillet 1997                                                                        | 191                            |                                | Centrale                       |
| 8                                                                                      | Marly Bak                                                                              | 2 juin 1995                                                                            | 179                            |                                | Attaquante                     |
| 9                                                                                      | Marianne het Lam-Scholten                                                              | 19 septembre 1991                                                                      | 192                            |                                | Centrale                       |
| 10                                                                                     | Romy Hietbrink                                                                         | 27 octobre 1993                                                                        | 183                            |                                | Centrale                       |
| 11                                                                                     | Sanne Konijnenberg                                                                     | 30 août 2004                                                                           | 180                            | 72                             | Passeuse                       |
| 12                                                                                     | Iris Reinders                                                                          | 27 octobre 1994                                                                        | 181                            | 68                             | Réceptionneuse-attaquante      |
| 13                                                                                     | Pippa Molenaar                                                                         | 31 mai 2005                                                                            | 171                            | 49                             | Libero                         |
| 14                                                                                     | Susan Schut                                                                            | 28 mars 2003                                                                           | 182                            |                                | Attaquante                     |
|                                                                                        |                                                                                        |                                                                                        |                                |                                |                                |
| Encadrement technique                                                                  | Encadrement technique                                                                  |                                                                                        | Légende                        | Légende                        | Légende                        |
| Entraîneur : Erik Meijer                                                               | Entraîneur : Erik Meijer                                                               | Entraîneur : Erik Meijer                                                               | : Capitaine                    | : Capitaine                    | : Capitaine                    |
| Entraîneur(s) adjoint(s) : Ina Rouwenhorst Entraîneur(s) adjoint(s) : Gerard van Vliet | Entraîneur(s) adjoint(s) : Ina Rouwenhorst Entraîneur(s) adjoint(s) : Gerard van Vliet | Entraîneur(s) adjoint(s) : Ina Rouwenhorst Entraîneur(s) adjoint(s) : Gerard van Vliet | : Joueuse blessée actuellement | : Joueuse blessée actuellement | : Joueuse blessée actuellement |
| Manager général : Rinske Schoenmaker                                                   |                                                                                        |                                                                                        |                                |                                |                                |